# Вельбуждский деспотат
Вельбуждский деспотат (греч. Δεσποτάτο των Ντεγιάνοβιτς), Вельбуждское деспотство (болг. Велбъждско деспотство) или Вельбуждское княжество (болг. Велбъждско княжество) — одно из независимых государств, возникших после распада Сербского царства: в 1355 году как автономия, в 1371 году как независимое государство. Своё название деспотат получил от столицы — г. Вельбужд (Кюстендил). Государство было расположено между реками Струма и Вардар (территория современной Сербии, Болгарии и Северной Македонии).

## История
Основателем государства являлся сербский воевода Деян Драгаш, владевший землями в окрестностях Куманова. В 1346 году он получил титул севастократора, а в 1355 году — титул деспот. После смерти сербского царя Стефана Душана в 1355 году его сын Стефан Урош V оказался неспособен удержать в руках огромную территорию, и государство стало распадаться. Таким образом, владение Деяна стало автономной единицей при новом царе. При первом деспоте Вельбужда Деяне Драгаше государство существенно увеличилось в территории. После его смерти деспотатом правили его родственники: Йован и Константин Драгаши.
В 1371 году царь Стефан Урош V умер, и государство Деяновичей стало полностью независимым. Братья Йован и Константин чеканили собственную монету и использовали белого двуглавого орла в качестве официального герба. Известно также о торговле деспотата с Венецианской республикой и рагузкими купцами. Таким образом помимо национальной валюты в обращение также находилась и венецианская монета. После битвы на Марице (1371) деспоты Вельбужда признали сюзеренитет Османской империи и правили своими землями как вассалы. В 1395 году Константин Драгаш погиб в битве с валахами при Ровине, и Вельбуждское деспотство было окончательно завоевано османским султаном Баязидом I.